# Anthracocentrus modicus
Anthracocentrus modicus es una especie de escarabajo longicornio del género Anthracocentrus, tribu Acanthophorini, orden Coleoptera. Fue descrita científicamente por Gahan en 1894.

## Descripción
Mide 49 milímetros de longitud.

## Distribución
Se distribuye por Pakistán.